# 旋双虫属
旋双虫属（学名：Spiroamphisiella）是小双虫科的一属。

## 下属物种
本属包括以下物种：
- 汉博旋双虫 Spiroamphisiella hembergeri Li, Song & Hu, 2007